# シオネ・ハヴィリ・タリトゥイ
シオネ・ハヴィリ・タリトゥイ（Sione Havili Talitui、1998年1月25日 - ）は、トンガ出身のラグビーユニオン選手。ジャパンラグビーリーグワンの清水建設江東ブルーシャークスに所属している。

## 略歴
2017年、ニュージーランドのオークランドに加入し、マイター10カップ（NPC、ニュージーランド州代表選手権）でプロデビュー。
2018年、スーパーラグビーのブルーズに加入。同年、NPCはオークランドからタスマンに移籍した。
2020年、スーパーラグビーのクルセイダーズに加入。
2022年5月からトンガ代表に選出され、ラグビーワールドカップ2023に出場した。
2023年、スーパーラグビーのモアナ・パシフィカに加入。
2025年6月、ジャパンラグビーリーグワンの清水建設江東ブルーシャークスに加入した。